# 春美乡
春美乡是中国福建省泉州市德化县下辖的一个乡。

## 行政区划
春美乡共辖7个行政村，分别是：
古春村、梁春村、上春村、春美村、新阁村、尤床村、双翰村。
春美乡简介：
春美乡位于德化县西部，距离德化城关57公里,与汤头、大铭、美湖及大田县的湖美、华兴、济阳、屏山等乡镇交界，土地总面积134.85平方公里，其中耕地面积10921亩。设7个村民委员会，有114个自然村落，76个村民小组。2004年末总户数3125户，人口1.15万人，农村劳动力总数5377人，除上春村割竹尾自然村有回族7户31人外，其他均系汉族。全乡气候温和，年平均温度16—18℃，无霜期260天，年降雨量1700毫米左右。 
春美于宋代开发，宋、明隶属德化县集贤乡，清属汤泉里。 1939年十八格以内的上春洋、美台墘等划入大田县。1940年上春洋至蕉岭隘、长潭尾一带划归德化，上春洋水尾以南的美台墘村仍属大田县所辖，以后这些地区再归属德化。建国前及建国初期，属德化双阳乡。1950年4月起属第五区(赤水)，1956年8月起改为赤水区，1958年成立双翰公社，1960年并入赤水公社，1961年从赤水公社分出，仍称双翰公社，1981年10月更名为春美公社，1984年改为春美乡。 
春美乡是个群山起伏、丘陵遍布的山区，主产水稻、甘薯、马铃薯。2004年全乡工农业总产值6290万元，农业产值4470万元，工业产值1820万元，企业产值3600万元，乡财政收入252万元，农民人均纯收入3844.4元，粮食总产量4625吨。农业综合开发以种植业和养殖业为主，2004年末果园面积3722亩，全乡规模种植黄花菜、油茶和杜仲、厚朴等药材，并逐步走向基地化。其中黄花菜是春美乡著名的土特产，“十八格”商标的黄花菜远近闻名，产品畅销海内外，2004年先后通过省级无公害产地和产品认证，现有黄花菜1.1万多亩，年产干花数百吨。油茶是春美乡的另一种特色产品，全乡现有油茶林8000亩，春美茶油深受广大客户的青睐。以饲养鸡、鸭、猪、羊、塞北兔为主的养殖业已形成规模，是当地群众增加收入的主导产业之一；春美乡生态保持良好，全乡拥有山地面积19.8万亩，其中林地面积16.86万亩，生态公益林4.5万亩，林木蓄积量57.5万立方米，林业生产有较大的发展潜力。 
春美乡交通比较发达，自然资源丰富。泉州至三明公路的一条主干道，通过境内3个村，不仅村村通公路，而且在2005年将实现村村铺设水泥路，目前，全乡公路里程达80多公里，形成了较为完善的环乡公路网。境内山涧、溪流交错，水力资源相当丰裕，近年来该乡加大水力资源开发力度，现已建成了小型水电站7座，总装机容量1.7万千瓦，其中洪畸坂电站和上春电站装机容量分别为1万和4000千瓦。据勘探，境内有丰富的铜、磁、铁、钾长石、锰、瓷土等矿藏资源，有待于进一步开发，尽快发挥地下资源经济效益。 
春美虽地处德化县西部边陲，却是西部的贸易中心。清代曾在双翰设立双翰市，建国后又在大田毗邻的十八格设立墟场，两县接壤地区土特产在这里交易集散，贸易交流较为频繁，1991年又在上春洋设立墟场，五日为一墟，贸易量与日俱增。文化教育卫生事业发展较快，拥有初级中学l所，完小6 所，教学点1 个，已普及九年制义务教育，乡设立旅港人士颜纯炯、颜纯清奖学助学基金会，帮助解决部分贫困家庭子女的上学问题，鼓励春美多出人才、出好人才；乡设有卫生院，全乡各村有6个甲级卫生所，为群众提供方便的医疗卫生服务；文化站、广播电视站、电影队等文化娱乐设施齐全。游览胜地狮子山风景秀丽，南宋淳熙年间始建狮子岩，经2003年重新修缮，古朴典雅；明嘉靖元年始建的双翰鲤中村广济桥，1974年由乡村群众、旅居马来西亚的部分华侨捐资修缮，古色古香，保留完整；200多年历史的“十八格”古官道，远近闻名；蒲寿庚后裔制陶坊，原始手工制陶，体现了少数民族劳动风格；树龄数百年的新阁大叶锥、古大杉树以及千年罗汉松，吸引来客留步观赏；独具特色的黄花菜、杜仲、厚朴基地是当今时尚领略“田园风光”的好去处。 
今后的发展思路：紧紧围绕“富农稳乡、兴企强乡、资源活乡”目标，采取“项目带动、劳动力转移互动、招商引资拉动”三大措施，找准定位，注重民需，致力发展效益农业，力创特色品牌，挖掘资源潜力，撑大经济总量，发挥边贸优势，构筑德化西部边贸经济繁荣乡，努力推动农业和农村经济持续、健康、快速、协调发展。至2010年，力争全乡工农业总产值达到2亿元，人民生活达到宽裕型小康水平。 